# Міньковське сільське поселення
Мінько́вське сільське поселення (рос. Миньковское сельское поселение) — сільське поселення у складі Бабушкінського району Вологодської області Росії.
Адміністративний центр — село Міньково.

## Населення
Населення сільського поселення становить 2340 осіб (2019; 2849 у 2010, 3709 у 2002).

## Історія
Станом на 2002 рік існували Великодворська сільська рада (присілки Белехово, Великий Двор, Малишево, Талиця), Кулібаровська сільська рада (присілки Бережок, Глібково, Горка, Дем'янцево, Залом'є, Кулібарово, Шилово), Міньковська сільська рада (село Міньково, присілки Грозино, Леваш, Проскурніно, селища Комосольський, Льнозавод, Тіноватка), Фетінінська сільська рада (присілки Аниково, Починок, Пустош, Фетініно, селище Кунож) та Юркинська сільська рада (присілки Зубаріха, Петухово, Свертнево, Тевігіно, Теляково, Юркино, хутір Ігрово); Ідська сільська рада (селища Грем'ячий, Іда, Кариця, Кордон) перебувала у складі Грязовецького району. 2004 року Ідська сільська рада у складі селищ Іда та Кордон увійшла до складу Бабушкінського району, селища Грем'ячий та Кариця увійшли до складу Тотемського району. 2006 року сільради були перетворені у сільські поселення.
1 червня 2015 року ліквідовано Ідське сільське поселення (колишня Ідська сільська рада) та Юркинське сільське поселення (колишні Фетінінська та Юркинська сільські ради), їхні території увійшли до складу Міньковського сільського поселення (колишні Великодворська, Кулібаровська та Міньковська сільські ради).
27 листопада 2020 року ліквідовано присілки Бережок, Залом'є, Малишево, хутір Ігрово та селище Кордон.

## Склад
До складу сільського поселення входять:
| Населений пункт        | Населення, осіб (2002) | Населення, осіб (2010) |
| ---------------------- | ---------------------- | ---------------------- |
| Аниково, присілок      | 141                    | 99                     |
| Белехово, присілок     | 56                     | 39                     |
| Бережок, присілок      | 0                      | 0                      |
| Великий Двор, присілок | 235                    | 185                    |
| Глібково, присілок     | 37                     | 38                     |
| Горка, присілок        | 87                     | 66                     |
| Грозино, присілок      | 39                     | 45                     |
| Дем'янцево, присілок   | 13                     | 6                      |
| Залом'є, присілок      | 0                      | 0                      |
| Зубаріха, присілок     | 1                      | 0                      |
| Ігрово, хутір          | 0                      | 0                      |
| Іда, селище            | 759                    | 472                    |
| Комсомольський, селище | 140                    | 88                     |
| Кордон, селище         | 0                      | 0                      |
| Кулібарово, присілок   | 256                    | 230                    |
| Кунож, селище          | 360                    | 264                    |
| Леваш, присілок        | 19                     | 8                      |
| Льнозавод, селище      | 88                     | 67                     |
| Малишево, присілок     | 0                      | 0                      |
| Міньково, село         | 998                    | 914                    |
| Петухово, присілок     | 40                     | 25                     |
| Починок, присілок      | 0                      | 0                      |
| Проскурніно, присілок  | 11                     | 5                      |
| Пустош, присілок       | 15                     | 5                      |
| Свертнево, присілок    | 13                     | 7                      |
| Талиця, присілок       | 4                      | 1                      |
| Тевігіно, присілок     | 20                     | 18                     |
| Теляково, присілок     | 21                     | 20                     |
| Тіноватка, селище      | 130                    | 100                    |
| Фетініно, присілок     | 45                     | 25                     |
| Шилово, присілок       | 15                     | 4                      |
| Юркино, присілок       | 166                    | 118                    |